# Kebonsari (Dempet)
Kebonsari is een bestuurslaag in het regentschap Demak van de provincie Midden-Java, Indonesië. Kebonsari telt 1728 inwoners (volkstelling 2010).